# Richard Nelson Frye
Richard Nelson Frye (Birmingham, 1920-Boston, 2014) fue un historiador y orientalista estadounidense, especializado en el estudio de la historia de Irán.

## Biografía
Nacido en Birmingham (Alabama) el 10 de enero de 1920, estudió en las universidades Illinois y Harvard. Se especializó en el estudio de la historia de Irán, aunque también realizó investigaciones sobre la historia del Imperio bizantino, Imperio otomano, Cáucaso y diversos aspectos de la cultura de Oriente Medio y el Extremo Oriente.
Antes de fallecer, expresó como último deseo ser enterrado en Irán, incluso había escogido el lugar concreto, en Isfahán, y el entonces presidente Mahmud Ahmadineyad estuvo de acuerdo, ya en 2007; Frye acabaría muriendo en Boston, Massachusetts el 27 de marzo de 2014) Sin embargo tras su defunción se produjeron protestas por parte de sectores políticos extremistas iraníes que pusieron pegas a que el acto se llevara a cabo, aunque diversas personalidades relacionadas con la cultura iraní se mostraron a favor. Después más de dos meses esperando un permiso del Gobierno iraní, la familia decidió cremar el cadáver en Boston, el 8 de junio.
Fue autor de obras como The Near East and the Great Powers (1951), The History of Bukhara (1954), The Heritage of Persia (1962), Bukhara: The Medieval Achievement (1965), Sasanian Remains From Qasr-i Abu Nasr; Seals, Sealings, and Coins (1963), The Golden Age of Persia (1975), Islamic Iran and Central Asia (9th-12th Centuries) (1979), The History of Ancient Iran (1983-1984), The Heritage of Central Asia: from Antiquity to the Turkish Expansion (1996), Greater Iran: A Twentieth Century Odyssey (2005) o Ibn Fadlan’s Journey to Russia: A Tenth-Century Traveler from Baghdad to the Volga River, entre otras. Fue también editor del cuarto volumen de The Cambridge History of Iran, titulado «From the Arab Invasion to the Saljuqs» (1975).